# Webb Lake
Webb Lake – miasto w Stanach Zjednoczonych, w stanie Wisconsin, w hrabstwie Burnett.